# Xian de Yun (Yunnan)
Pour les articles homonymes, voir Yun.
Le xian de Yun (云县 ; pinyin : Yún Xiàn) est un district administratif de la province du Yunnan en Chine. Il est placé sous la juridiction de la ville-préfecture de Lincang.

## Démographie
La population du district était de 398 064 habitants en 1999.